# Søren Jensen (billedhugger)
 Der er flere personer med dette navn, se Søren Jensen.
Søren Jensen (født 1. december 1957 i København) er en dansk billedhugger og fotograf.
Jensen blev uddannet fra Kunstakademiet i 1986. Han markerede sig dog allerede i 1982 som deltager i gruppeudstillingen Kniven på hovedet, der var den første fælles udstilling med de såkaldt De unge vilde kunstnere. Han fokuserer i sine værker på det rumlige forhold mellem skulptur og arkitektur.  
Hans værker er repræsenteret på bl.a. Statens Museum for Kunst, Det Nationale Fotomuseum, Arken Kunstmuseum, Malmö Museum og Trapholt. Han har desuden offentlige værker i forbindelse med bl.a. Helsingør Rådhus, Hvidovre Rådhus, TDC's domicil i Københavns Sydhavn og Nordeas domicil på Christianshavn. 
Fra 1999 til 2005 var Jensen rektor for Det Fynske Kunstakademi. 
Formand for Statens Kunstfond 2011-2013. 
Formand for Den Frie Sammenslutning 2015- (stadig fungerende formand). 
Han modtog i 2004 Eckersberg Medaillen og i 2021 Carl Nielsen & Anne-Marie Carl Nielsens hæderslegat. 

## Udgivelser
2003: Fremstilling (foto), Space Poetry
2007: Fynske vejboder (foto), Odense Bys Museer
2010: Minigolf på Fyn (foto), Space Poetry
2012: Fynsk tillykke (foto), Space Poetry
2016: Mørtelhoveder i fynske kirker (foto), Space Poetry